# Danh sách cầu thủ tham dự Giải vô địch bóng đá thế giới 1934
Giải vô địch bóng đá thế giới 1934 là một giải đấu bóng đá quốc tế được tổ chức ở Ý từ ngày 27 tháng 5 đến ngày 10 tháng 5 năm 1934. Dưới đây là danh sách cầu thủ của 16 đội tuyển tham dự giải đấu.
Brasil và Tiệp Khắc là hai đội tuyển duy nhất có cầu thủ chơi ở câu lạc bộ nước ngoài.
Danh sách bao gồm dự bị, thay thế và cầu thủ được chọn trước có thể đã tham gia vòng loại và/hoặc trước giải đấu nhưng không trong vòng chung kết.

## Argentina
Huấn luyện viên trưởng: Felipe Pascucci
| Số | Vt | Cầu thủ                  | Ngày sinh (tuổi)            | Số trận | Câu lạc bộ                        |
| -- | -- | ------------------------ | --------------------------- | ------- | --------------------------------- |
| -  | TV | Ernesto Albarracín       |                             | 0       | Club Sportivo Buenos Aires        |
| -  | HV | Ramón Astudillo          |                             | 0       | Colón de Santa Fe                 |
| -  | HV | Ernesto Belis            | 1 tháng 2, 1909 (25 tuổi)   | 0       | Defensores de Belgrano            |
| -  | HV | Enrique Chimento         |                             | 0       | Barracas Central                  |
| -  | TĐ | Alfredo Devincenzi (c)   | 24 tháng 1, 1911 (23 tuổi)  | 3       | Club Atlético Estudiantil Porteño |
| -  | TM | Héctor Freschi           | 22 tháng 5, 1911 (23 tuổi)  | 0       | Sarmiento de Resistencia          |
| -  | TĐ | Alberto Galateo          | 4 tháng 3, 1912 (22 tuổi)   | 0       | Unión de Santa Fe                 |
| -  | TM | Ángel Grippa             |                             | 0       | Club Sportivo Alsina              |
| -  | TĐ | Roberto Irañeta          | 21 tháng 3, 1915 (19 tuổi)  | 0       | Gimnasia y Esgrima de Mendoza     |
| -  | TĐ | Luis Izzeta              |                             | 0       | Defensores de Belgrano            |
| -  | TV | Arcadio López            | 15 tháng 9, 1910 (23 tuổi)  | 2       | Club Sportivo Buenos Aires        |
| -  | TV | Alfonso Lorenzo          |                             | 0       | Barracas Central                  |
| -  | TV | José Nehin               | 13 tháng 10, 1905 (28 tuổi) | 0       | Sportivo Desamparados             |
| -  | HV | Juan Pedevilla           | 6 tháng 6, 1909 (24 tuổi)   | 0       | Club Atletico Estudiantil Porteño |
| -  | TĐ | Francisco Pérez          |                             | 0       | Almagro                           |
| -  | TĐ | Francisco Rúa            | 4 tháng 2, 1911 (23 tuổi)   | 0       | Sportivo Dock Sud                 |
| -  | TV | Constantino Urbieta Sosa | 12 tháng 8, 1907 (26 tuổi)  | 0       | Godoy Cruz                        |
| -  | TĐ | Federico Wilde           | 1909                        | 0       | Unión de Santa Fe                 |

## Áo
Huấn luyện viên trưởng: Hugo Meisl
Although registered to the official list, Raftl, Janda, Stroh, Kaburek, Walzhofer and Hassmann remained on standby in Czechoslovakia.
| Số | Vt | Cầu thủ           | Ngày sinh (tuổi)            | Số trận | Câu lạc bộ   |
| -- | -- | ----------------- | --------------------------- | ------- | ------------ |
| -  | TĐ | Josef Bican       | 25 tháng 9, 1913 (20 tuổi)  | 6       | Rapid Wien   |
| -  | TĐ | Georg Braun       | 22 tháng 2, 1907 (27 tuổi)  | 11      | Wiener AC    |
| -  | HV | Franz Cisar       | 28 tháng 11, 1908 (25 tuổi) | 5       | Wiener AC    |
| -  | TM | Friederich Franzl | 6 tháng 3, 1905 (29 tuổi)   | 15      | Wiener SC    |
| -  | TĐ | Josef Hassmann    | 21 tháng 5, 1910 (24 tuổi)  | 0       | First Vienna |
| -  | TV | Leopold Hofmann   | 31 tháng 10, 1905 (28 tuổi) | 19      | First Vienna |
| -  | TĐ | Johann Horvath    | 20 tháng 5, 1903 (31 tuổi)  | 43      | First Vienna |
| -  | HV | Anton Janda       | 1 tháng 5, 1904 (30 tuổi)   | 9       | Admira Wien  |
| -  | TĐ | Matthias Kaburek  | 9 tháng 2, 1911 (23 tuổi)   | 2       | Rapid Wien   |
| -  | TM | Peter Platzer     | 29 tháng 5, 1910 (23 tuổi)  | 11      | Admira Wien  |
| -  | TM | Rudolf Raftl      | 7 tháng 2, 1911 (23 tuổi)   | 1       | Rapid Wien   |
| -  | TĐ | Anton Schall      | 22 tháng 6, 1907 (26 tuổi)  | 26      | Admira Wien  |
| -  | HV | Willibald Schmaus | 16 tháng 6, 1911 (22 tuổi)  | 0       | First Vienna |
| -  | HV | Karl Sesta        | 18 tháng 3, 1906 (28 tuổi)  | 16      | Wiener AC    |
| -  | TĐ | Matthias Sindelar | 10 tháng 2, 1903 (31 tuổi)  | 30      | Austria Wien |
| -  | TV | Josef Smistik (c) | 28 tháng 11, 1905 (28 tuổi) | 28      | Rapid Wien   |
| -  | TĐ | Josef Stroh       | 5 tháng 3, 1913 (21 tuổi)   | 0       | Austria Wien |
| -  | TV | Johann Urbanek    | 10 tháng 10, 1910 (23 tuổi) | 1       | Admira Wien  |
| -  | TĐ | Rudolf Viertl     | 12 tháng 11, 1902 (31 tuổi) | 9       | Austria Wien |
| -  | TV | Franz Wagner      | 23 tháng 9, 1911 (22 tuổi)  | 7       | Rapid Wien   |
| -  | TĐ | Hans Walzhofer    | 23 tháng 3, 1906 (28 tuổi)  | 4       | Wacker Wien  |
| -  | TĐ | Karl Zischek      | 28 tháng 8, 1910 (23 tuổi)  | 20      | Wacker Wien  |

## Bỉ
Huấn luyện viên trưởng: Hector Goetinck
Although registered to the official list, Bourgeois, Simons, Van Ingelgem, Lamoot, Ledent, Putmans, Versyp and Brichaut remained on standby in Belgium.
| Số | Vt | Cầu thủ                | Ngày sinh (tuổi)            | Số trận | Câu lạc bộ                  |
| -- | -- | ---------------------- | --------------------------- | ------- | --------------------------- |
| -  | TM | Arnold Badjou          | 26 tháng 6, 1909 (24 tuổi)  | 12      | Royal Daring Club Molenbeek |
| -  | TV | Désiré Bourgeois       | 13 tháng 12, 1908 (25 tuổi) | 2       | Royal FC Malinois           |
| -  | TĐ | Jean Brichaut          | 29 tháng 7, 1911 (22 tuổi)  | 11      | Standard Liège              |
| -  | TĐ | Jean Capelle           | 26 tháng 10, 1913 (20 tuổi) | 14      | Standard Liège              |
| -  | TV | Jean Claessens         | 18 tháng 6, 1908 (25 tuổi)  | 12      | R. Union Saint-Gilloise     |
| -  | TĐ | François Devries       | 21 tháng 8, 1913 (20 tuổi)  | 0       | Royal Antwerp FC            |
| -  | TĐ | Laurent Grimmonprez    | 14 tháng 12, 1902 (31 tuổi) | 9       | Royal Racing Club de Gand   |
| -  | TV | August Hellemans       | 14 tháng 9, 1907 (26 tuổi)  | 28      | Royal FC Malinois           |
| -  | TĐ | Albert Heremans        | 13 tháng 4, 1906 (28 tuổi)  | 6       | Royal Daring Club Molenbeek |
| -  | HV | Constant Joacim        | 3 tháng 3, 1908 (26 tuổi)   | 2       | Royal Berchem Sport         |
| -  | TĐ | Robert Lamoot          | 18 tháng 3, 1911 (23 tuổi)  | 1       | Royal Daring Club Molenbeek |
| -  | TĐ | François Ledent        | 4 tháng 7, 1908 (25 tuổi)   | 2       | Standard Liège              |
| -  | HV | Jules Pappaert         | 5 tháng 11, 1905 (28 tuổi)  | 4       | R. Union Saint-Gilloise     |
| -  | TV | Frans Peeraer          | 15 tháng 2, 1913 (21 tuổi)  | 2       | Royal Antwerp FC            |
| -  | TV | Victor Putmans         | 29 tháng 5, 1914 (19 tuổi)  |         | Royal Union Hutoise         |
| -  | TV | René Simons            | 10 tháng 4, 1904 (30 tuổi)  |         | KSK Liersche                |
| -  | HV | Philibert Smellinckx   | 17 tháng 1, 1911 (23 tuổi)  | 5       | R. Union Saint-Gilloise     |
| -  | TV | Joseph Van Ingelgem    | 23 tháng 1, 1912 (22 tuổi)  | 11      | Royal Daring Club Molenbeek |
| -  | TM | André Vandewyer        | 21 tháng 6, 1909 (24 tuổi)  | 4       | R. Union Saint-Gilloise     |
| -  | TĐ | Louis Versyp           | 5 tháng 12, 1908 (25 tuổi)  | 33      | Royal FC Brugeois           |
| -  | TĐ | Bernard Voorhoof       | 10 tháng 5, 1910 (24 tuổi)  | 31      | KSK Liersche                |
| -  | TV | Félix Welkenhuysen (c) | 12 tháng 12, 1908 (25 tuổi) | 3       | R. Union Saint-Gilloise     |

## Brasil
Huấn luyện viên trưởng: Luiz Vinhaes
Although registered to the official list, Pamplona and Almeida remained on standby in Brazil.
| Số | Vt | Cầu thủ           | Ngày sinh (tuổi)            | Số trận | Câu lạc bộ            |
| -- | -- | ----------------- | --------------------------- | ------- | --------------------- |
| -  | TV | Ariel             | 22 tháng 2, 1910 (24 tuổi)  | 0       | Botafogo              |
| -  | TĐ | Almeida           | 2 tháng 12, 1910 (23 tuổi)  | 0       | EC Bahia              |
| -  | TĐ | Armandinho        | 6 tháng 3, 1911 (23 tuổi)   | 0       | São Paulo da Floresta |
| -  | TĐ | Áttila            | 16 tháng 12, 1910 (23 tuổi) | 0       | Botafogo              |
| -  | TV | Canalli           | 12 tháng 3, 1907 (27 tuổi)  | 1       | Botafogo              |
| -  | TĐ | Carvalho Leite    | 25 tháng 6, 1912 (21 tuổi)  | 4       | Botafogo              |
| -  | TM | Germano           | 14 tháng 3, 1911 (23 tuổi)  | 0       | Botafogo              |
| -  | TĐ | Leônidas          | 6 tháng 9, 1913 (20 tuổi)   | 1       | Vasco da Gama         |
| -  | HV | Luiz Luz          | 29 tháng 11, 1909 (24 tuổi) | 0       | Peñarol               |
| -  | TĐ | Luisinho          | 29 tháng 3, 1911 (23 tuổi)  | 0       | São Paulo da Floresta |
| -  | TV | Martim            | 2 tháng 3, 1911 (23 tuổi)   | 1       | Botafogo              |
| -  | HV | Octacílio         | 21 tháng 11, 1909 (24 tuổi) | 0       | Botafogo              |
| -  | TV | Pamplona          | 24 tháng 3, 1904 (30 tuổi)  | 2       | Botafogo              |
| -  | TĐ | Patesko           | 12 tháng 11, 1910 (23 tuổi) | 0       | Nacional              |
| -  | TM | Pedrosa           | 8 tháng 7, 1913 (20 tuổi)   | 0       | Botafogo              |
| -  | HV | Sylvio Hoffmann   | 15 tháng 5, 1908 (26 tuổi)  | 0       | São Paulo da Floresta |
| -  | TV | Tinoco            | 2 tháng 12, 1904 (29 tuổi)  | 0       | Vasco da Gama         |
| -  | TV | Waldyr            | 21 tháng 3, 1912 (22 tuổi)  | 0       | Botafogo              |
| -  | TĐ | Waldemar de Brito | 17 tháng 5, 1913 (21 tuổi)  | 0       | São Paulo da Floresta |

## Tiệp Khắc
Huấn luyện viên trưởng: Karel Petrů
Although registered to the official list Daučík, Srbek, Šterc and Šimperský remained on standby in Czechoslovakia.
| Số | Vt | Cầu thủ                | Ngày sinh (tuổi)            | Số trận | Câu lạc bộ      |
| -- | -- | ---------------------- | --------------------------- | ------- | --------------- |
| -  | TV | Jaroslav Bouček        | 13 tháng 11, 1912 (21 tuổi) | 1       | Sparta Prague   |
| -  | HV | Jaroslav Burgr         | 7 tháng 3, 1906 (28 tuổi)   | 31      | Sparta Prague   |
| -  | TV | Štefan Čambal          | 17 tháng 12, 1908 (25 tuổi) | 14      | Slavia Prague   |
| -  | HV | Josef Čtyřoký          | 30 tháng 9, 1906 (27 tuổi)  | 18      | Sparta Prague   |
| -  | HV | Ferdinand Daučík       | 31 tháng 5, 1910 (23 tuổi)  | 1       | ČsŠK Bratislava |
| -  | TĐ | František Junek        | 17 tháng 1, 1907 (27 tuổi)  | 26      | Slavia Prague   |
| -  | TĐ | Géza Kalocsay          | 30 tháng 5, 1913 (20 tuổi)  | 1       | Sparta Prague   |
| -  | TV | Vlastimil Kopecký      | 14 tháng 10, 1912 (21 tuổi) | 4       | Slavia Prague   |
| -  | TV | Josef Košťálek         | 31 tháng 8, 1909 (24 tuổi)  | 11      | Sparta Prague   |
| -  | TV | Rudolf Krčil           | 5 tháng 3, 1906 (28 tuổi)   | 12      | Slavia Prague   |
| -  | TĐ | Oldřich Nejedlý        | 25 tháng 12, 1909 (24 tuổi) | 14      | Sparta Prague   |
| -  | TM | Čestmír Patzel         | 2 tháng 12, 1914 (19 tuổi)  | 0       | Teplitzer FK    |
| -  | TM | František Plánička (c) | 2 tháng 6, 1904 (29 tuổi)   | 48      | Slavia Prague   |
| -  | TĐ | Antonín Puč            | 16 tháng 5, 1907 (27 tuổi)  | 42      | Slavia Prague   |
| -  | TĐ | Josef Silný            | 23 tháng 1, 1902 (32 tuổi)  | 49      | Nîmes           |
| -  | TV | Adolf Šimperský        | 5 tháng 8, 1909 (24 tuổi)   | 11      | Slavia Prague   |
| -  | TĐ | Jiří Sobotka           | 6 tháng 6, 1911 (22 tuổi)   | 3       | Slavia Prague   |
| -  | TĐ | Erich Srbek            | 4 tháng 6, 1908 (25 tuổi)   | 6       | Sparta Prague   |
| -  | TĐ | František Šterc        | 27 tháng 1, 1912 (22 tuổi)  | 0       | Židenice        |
| -  | TĐ | František Svoboda      | 5 tháng 7, 1905 (28 tuổi)   | 39      | Slavia Prague   |
| -  | TV | Antonín Vodička        | 1 tháng 3, 1907 (27 tuổi)   | 14      | Slavia Prague   |
| -  | HV | Ladislav Ženíšek       | 7 tháng 3, 1904 (30 tuổi)   | 15      | Slavia Prague   |

## Ai Cập
Huấn luyện viên trưởng:  James McCrae
Although registered to the official list, Bakhati, El-Soury and Youssef remained on standby in Belgium.
| Số | Vt | Cầu thủ                        | Ngày sinh (tuổi)            | Số trận | Câu lạc bộ             |
| -- | -- | ------------------------------ | --------------------------- | ------- | ---------------------- |
| -  | TV | Mohammed Bakhati               |                             | 1       | Zamalek Mokhtalat      |
| -  | TV | Hassan El-Far                  | 1 tháng 1, 1913 (21 tuổi)   | 2       | Zamalek Mokhtalat      |
| -  | TĐ | Mahmoud El-Nigero              |                             | 0       | Cairo Shourta Police   |
| -  | HV | Ali El-Kaf                     | 15 tháng 6, 1906 (27 tuổi)  | 2       | Zamalek Mokhtalat      |
| -  | HV | Yacout El-Soury                |                             | 4       | Al-Ittihad             |
| -  | TĐ | Mahmoud 'El-Tetsh' Mokhtar (c) | 23 tháng 12, 1907 (26 tuổi) | 5       | Al-Ahly National SC    |
| -  | TM | Aziz Fahmy                     |                             | 1       | Al-Ahly National SC    |
| -  | TĐ | Abdulrahman Fawzi              | 11 tháng 8, 1909 (24 tuổi)  | 2       | Al-Masry AC Port Said  |
| -  | TV | Ahmed Halim Ibrahim            | 10 tháng 2, 1910 (24 tuổi)  |         | Zamalek Mokhtalat      |
| -  | HV | Hamidu                         |                             | 2       | Al-Olympi Alexandria   |
| -  | TĐ | Mohammed Hassan                | 5 tháng 2, 1905 (29 tuổi)   | -       | Al-Masry AC Port Said  |
| -  | TV | Hafez Kasseb                   |                             | 0       | Al-Olympi Alexandria   |
| -  | TĐ | Mohamed Latif                  | 23 tháng 10, 1909 (24 tuổi) | 2       | Zamalek Mokhtalat      |
| -  | TĐ | Hany Kamel Mahmoud             |                             | 0       | Al-Ahly National SC    |
| -  | TM | Mustafa Mansour                | 2 tháng 8, 1914 (19 tuổi)   |         | Al-Ahly National SC    |
| -  | TĐ | Kamel Mosaoud                  | 2 tháng 8, 1914 (19 tuổi)   |         | Al-Ahly National SC    |
| -  | TV | Ismail Rafaat                  | 1 tháng 1, 1908 (26 tuổi)   | 0       | Zamalek Mokhtalat      |
| -  | TV | Hassan Raghab                  | 1 tháng 1, 1909 (25 tuổi)   | 2       | Union Recreation Ithad |
| -  | TĐ | Mostafa Taha                   | 23 tháng 3, 1910 (24 tuổi)  |         | Zamalek Mokhtalat      |
| -  | TV | Moustafa Helmi Youssef         | 11 tháng 6, 1911 (22 tuổi)  | 0       | Al-Masry AC Port Said  |

## Pháp
Huấn luyện viên trưởng:  George Kimpton
Although registered to the official list, Défossé, Vandooren, Beaucourt, Delmer, Korb, Laurent and Courtois remained on standby in France.
| Số | Vt | Cầu thủ             | Ngày sinh (tuổi)            | Số trận | Câu lạc bộ        |
| -- | -- | ------------------- | --------------------------- | ------- | ----------------- |
| -  | TĐ | Joseph Alcazar      | 15 tháng 6, 1911 (22 tuổi)  | 9       | Marseille         |
| -  | TĐ | Alfred Aston        | 16 tháng 5, 1912 (22 tuổi)  | 4       | Red Star Paris    |
| -  | TV | Georges Beaucourt   | 15 tháng 4, 1912 (22 tuổi)  | 0       | Lille             |
| -  | TĐ | Roger Courtois      | 30 tháng 5, 1912 (21 tuổi)  | 1       | Sochaux           |
| -  | TM | Robert Défossé      | 16 tháng 6, 1909 (24 tuổi)  | 8       | Lille             |
| -  | TV | Edmond Delfour      | 1 tháng 11, 1907 (26 tuổi)  | 24      | Racing Club       |
| -  | TV | Célestin Delmer     | 15 tháng 2, 1907 (27 tuổi)  | 11      | Excelsior Roubaix |
| -  | TV | Louis Gabrillargues | 16 tháng 6, 1914 (19 tuổi)  | 0       | Sète              |
| -  | HV | Joseph Gonzales     | 19 tháng 2, 1907 (27 tuổi)  | 0       | Fives             |
| -  | TĐ | Fritz Keller        | 21 tháng 8, 1913 (20 tuổi)  | 1       | Strasbourg        |
| -  | TĐ | Pierre Korb         | 20 tháng 4, 1908 (26 tuổi)  | 12      | Mulhouse          |
| -  | TĐ | Lucien Laurent      | 10 tháng 12, 1907 (26 tuổi) | 9       | CA Paris          |
| -  | TV | Noël Liétaer        | 17 tháng 11, 1908 (25 tuổi) | 5       | Excelsior Roubaix |
| -  | TM | René Llense         | 14 tháng 7, 1913 (20 tuổi)  | 0       | Sète              |
| -  | HV | Jacques Mairesse    | 27 tháng 2, 1905 (29 tuổi)  | 5       | Red Star Paris    |
| -  | HV | Étienne Mattler     | 25 tháng 12, 1905 (28 tuổi) | 21      | Sochaux           |
| -  | TĐ | Jean Nicolas        | 9 tháng 6, 1913 (20 tuổi)   | 11      | Rouen             |
| -  | TV | Roger Rio           | 13 tháng 2, 1913 (21 tuổi)  | 10      | Rouen             |
| -  | TM | Alex Thépot (c)     | 30 tháng 7, 1906 (27 tuổi)  | 27      | Red Star Paris    |
| -  | HV | Jules Vandooren     | 30 tháng 12, 1908 (25 tuổi) | 7       | Lille             |
| -  | TĐ | Émile Veinante      | 12 tháng 6, 1907 (26 tuổi)  | 11      | Racing Club       |
| -  | TV | Georges Verriest    | 15 tháng 7, 1909 (24 tuổi)  | 4       | Excelsior Roubaix |

## Đức
Huấn luyện viên trưởng: Otto Nerz
Although registered to the official list, Buchloh, Münzenberg, Albrecht, Dienert and Sreb remained on standby in Germany.
| Số | Vt | Cầu thủ              | Ngày sinh (tuổi)            | Số trận | Câu lạc bộ            |
| -- | -- | -------------------- | --------------------------- | ------- | --------------------- |
| *  | TV | Ernst Albrecht       | 12 tháng 11, 1907 (26 tuổi) | 17      | Fortuna Düsseldorf    |
| -  | TV | Jakob Bender         | 23 tháng 3, 1910 (24 tuổi)  | 3       | Fortuna Düsseldorf    |
| *  | TM | Fritz Buchloh        | 26 tháng 11, 1909 (24 tuổi) | 5       | VfB Speldorf          |
| -  | HV | Willy Busch          | 4 tháng 1, 1907 (27 tuổi)   | 2       | TuS Duisburg          |
| -  | TĐ | Edmund Conen         | 10 tháng 11, 1914 (19 tuổi) | 1       | FV Saarbrücken        |
| *  | TĐ | Franz Dienert        | 1 tháng 1, 1900 (34 tuổi)   | 0       | VfB Mühlburg          |
| -  | TV | Rudolf Gramlich      | 6 tháng 6, 1908 (25 tuổi)   | 7       | Eintracht Frankfurt   |
| -  | HV | Sigmund Haringer     | 9 tháng 12, 1908 (25 tuổi)  | 8       | Bayern Munich         |
| -  | TĐ | Matthias Heidemann   | 7 tháng 2, 1912 (22 tuổi)   | 1       | Werder Bremen         |
| -  | TV | Karl Hohmann         | 18 tháng 6, 1908 (25 tuổi)  | 8       | VfL Benrath           |
| -  | TM | Hans Jakob           | 16 tháng 6, 1908 (25 tuổi)  | 8       | Jahn Regensburg       |
| -  | HV | Paul Janes           | 10 tháng 3, 1912 (22 tuổi)  | 5       | Fortuna Düsseldorf    |
| -  | TĐ | Stanislaus Kobierski | 15 tháng 11, 1910 (23 tuổi) | 12      | Fortuna Düsseldorf    |
| -  | TM | Willibald Kreß       | 13 tháng 11, 1906 (27 tuổi) | 13      | Dresdner SC           |
| -  | TĐ | Ernst Lehner         | 7 tháng 11, 1912 (21 tuổi)  | 3       | TSV Schwaben Augsburg |
| -  | HV | Reinhold Münzenberg  | 25 tháng 1, 1909 (25 tuổi)  | 4       | Alemannia Aachen      |
| -  | TĐ | Rudolf Noack         | 20 tháng 3, 1913 (21 tuổi)  | 1       | SV Hamburg            |
| -  | HV | Hans Schwartz        | 1 tháng 3, 1913 (21 tuổi)   | 0       | Viktoria Hamburg      |
| -  | TĐ | Otto Siffling        | 3 tháng 8, 1912 (21 tuổi)   | 0       | Waldhof Mannheim      |
| *  | TĐ | Josef Streb          | 16 tháng 4, 1912 (22 tuổi)  | 0       | Wacker München        |
| -  | TĐ | Fritz Szepan (c)     | 2 tháng 9, 1907 (26 tuổi)   | 4       | Schalke 04            |
| -  | TV | Paul Zielinski       | 20 tháng 11, 1911 (22 tuổi) | 0       | Union Hamborn         |

## Hungary
Huấn luyện viên trưởng: Ödön Nádas
| Số | Vt | Cầu thủ          | Ngày sinh (tuổi)            | Số trận | Câu lạc bộ        |
| -- | -- | ---------------- | --------------------------- | ------- | ----------------- |
| -  | TĐ | István Avar      | 30 tháng 5, 1905 (28 tuổi)  | 17      | Újpest            |
| -  | HV | Sándor Bíró      | 19 tháng 8, 1911 (22 tuổi)  | 13      | Hungária          |
| -  | TV | János Dudás      | 13 tháng 2, 1913 (21 tuổi)  | 0       | Hungária          |
| -  | HV | Gyula Futó       | 29 tháng 12, 1908 (25 tuổi) | 0       | Újpest            |
| -  | TM | József Háda      | 2 tháng 3, 1911 (23 tuổi)   | 11      | Ferencváros       |
| -  | TĐ | Tibor Kemény     | 5 tháng 3, 1913 (21 tuổi)   | 5       | Ferencváros       |
| -  | TV | Gyula Lázár      | 24 tháng 1, 1911 (23 tuổi)  | 19      | Ferencváros       |
| -  | TĐ | Imre Markos      | 9 tháng 6, 1908 (25 tuổi)   | 13      | Debreceni Bocskai |
| -  | TV | István Palotás   | 5 tháng 3, 1908 (26 tuổi)   | 4       | Debreceni Bocskai |
| -  | TV | Gyula Polgár     | 8 tháng 2, 1912 (22 tuổi)   | 5       | Ferencváros       |
| -  | TĐ | György Sárosi    | 15 tháng 9, 1912 (21 tuổi)  | 22      | Ferencváros       |
| -  | TV | Rezső Somlai     | 1911                        | 0       | Kispest           |
| -  | HV | László Sternberg | 28 tháng 5, 1905 (28 tuổi)  | 7       | Újpest            |
| -  | TM | Antal Szabó      | 4 tháng 9, 1910 (23 tuổi)   | 10      | Hungária          |
| -  | TĐ | Gábor P. Szabó   | 14 tháng 10, 1902 (31 tuổi) | 10      | Újpest            |
| -  | TV | Antal Szalay     | 12 tháng 3, 1912 (22 tuổi)  | 8       | Újpest            |
| -  | TV | György Szűcs     | 23 tháng 4, 1912 (22 tuổi)  | 3       | Újpest            |
| -  | TĐ | István Tamássy   | 30 tháng 6, 1906 (27 tuổi)  | 1       | Újpest            |
| -  | TĐ | Pál Teleki       | 5 tháng 3, 1906 (28 tuổi)   | 6       | Debreceni Bocskai |
| -  | TĐ | Géza Toldi       | 11 tháng 2, 1909 (25 tuổi)  | 21      | Ferencváros       |
| -  | HV | József Vágó      | 30 tháng 6, 1906 (27 tuổi)  | 1       | Debreceni Bocskai |
| -  | TĐ | Jenő Vincze      | 20 tháng 11, 1908 (25 tuổi) | 5       | Debreceni Bocskai |

## Ý
Huấn luyện viên trưởng: Vittorio Pozzo
| Số | Vt | Cầu thủ             | Ngày sinh (tuổi)            | Số trận | Câu lạc bộ       |
| -- | -- | ------------------- | --------------------------- | ------- | ---------------- |
| -  | HV | Luigi Allemandi     | 18 tháng 11, 1903 (30 tuổi) | 9       | Ambrosiana-Inter |
| -  | TĐ | Pietro Arcari       | 2 tháng 12, 1909 (24 tuổi)  | 0       | Milan            |
| -  | TV | Luigi Bertolini     | 13 tháng 9, 1904 (29 tuổi)  | 19      | Juventus         |
| -  | TĐ | Felice Borel        | 5 tháng 4, 1914 (20 tuổi)   | 2       | Juventus         |
| -  | HV | Umberto Caligaris   | 26 tháng 7, 1901 (32 tuổi)  | 59      | Juventus         |
| -  | TV | Armando Castellazzi | 7 tháng 10, 1904 (29 tuổi)  | 2       | Ambrosiana-Inter |
| -  | TM | Giuseppe Cavanna    | 18 tháng 9, 1905 (28 tuổi)  | 0       | Napoli           |
| -  | TM | Gianpiero Combi (c) | 20 tháng 11, 1902 (31 tuổi) | 42      | Juventus         |
| -  | TĐ | Attilio Demaria     | 19 tháng 3, 1909 (25 tuổi)  | 1       | Ambrosiana-Inter |
| -  | TĐ | Giovanni Ferrari    | 6 tháng 12, 1907 (26 tuổi)  | 19      | Juventus         |
| -  | TV | Attilio Ferraris    | 26 tháng 3, 1904 (30 tuổi)  | 22      | Roma             |
| -  | TĐ | Enrique Guaita      | 11 tháng 7, 1910 (23 tuổi)  | 2       | Roma             |
| -  | TĐ | Anfilogino Guarisi  | 26 tháng 12, 1905 (28 tuổi) | 5       | Lazio            |
| -  | TM | Guido Masetti       | 22 tháng 11, 1907 (26 tuổi) | 0       | Roma             |
| -  | TV | Giuseppe Meazza     | 23 tháng 8, 1910 (23 tuổi)  | 22      | Ambrosiana-Inter |
| -  | TV | Luis Monti          | 15 tháng 5, 1901 (33 tuổi)  | 10      | Juventus         |
| -  | HV | Eraldo Monzeglio    | 5 tháng 6, 1906 (27 tuổi)   | 12      | Bologna          |
| -  | TĐ | Raimundo Orsi       | 2 tháng 12, 1901 (32 tuổi)  | 27      | Juventus         |
| -  | TV | Mario Pizziolo      | 7 tháng 12, 1909 (24 tuổi)  | 8       | Fiorentina       |
| -  | HV | Virginio Rosetta    | 25 tháng 2, 1902 (32 tuổi)  | 51      | Juventus         |
| -  | TĐ | Angelo Schiavio     | 15 tháng 10, 1905 (28 tuổi) | 17      | Bologna          |
| -  | TV | Mario Varglien      | 26 tháng 12, 1905 (28 tuổi) | 0       | Juventus         |

## Hà Lan
Huấn luyện viên trưởng:  Bob Glendenning
Although registered to the official list, Vrauwdeunt and Paauwe remained on standby in the Netherlands.
| Số | Vt | Cầu thủ              | Ngày sinh (tuổi)            | Số trận | Câu lạc bộ               |
| -- | -- | -------------------- | --------------------------- | ------- | ------------------------ |
| -  | TV | Wim Anderiesen       | 27 tháng 11, 1903 (30 tuổi) | 20      | Ajax                     |
| -  | TĐ | Beb Bakhuys          | 16 tháng 4, 1909 (25 tuổi)  | 7       | ZAC                      |
| -  | TĐ | Jan Graafland        | 21 tháng 8, 1909 (24 tuổi)  | 0       | HBS Craeyenhout          |
| -  | TM | Leo Halle            | 17 tháng 2, 1903 (31 tuổi)  | 2       | Go Ahead Eagles Deventer |
| -  | TĐ | Wim Langendaal       | 13 tháng 4, 1909 (25 tuổi)  | 0       | Xerxes Rotterdam         |
| -  | TĐ | Kees Mijnders        | 28 tháng 9, 1912 (21 tuổi)  | 3       | DFC Dordrecht            |
| -  | TĐ | Jaap Mol             | 3 tháng 2, 1912 (22 tuổi)   | 5       | KFC Koog                 |
| -  | TV | Toon Oprinsen        | 25 tháng 11, 1910 (23 tuổi) | 1       | NOAD Breda               |
| -  | TV | Bas Paauwe           | 4 tháng 10, 1911 (22 tuổi)  | 1       | Feijenoord               |
| -  | TV | Henk Pellikaan       | 10 tháng 11, 1910 (23 tuổi) | 10      | Longa Tilburg            |
| -  | TĐ | Arend Schoemaker     | 8 tháng 11, 1911 (22 tuổi)  | 1       | Quick Den Haag           |
| -  | TĐ | Kick Smit            | 3 tháng 11, 1911 (22 tuổi)  | 4       | HFC Haarlem              |
| -  | TM | Gejus van der Meulen | 23 tháng 1, 1903 (31 tuổi)  | 53      | Koninklijke HFC          |
| -  | HV | Jan van Diepenbeek   | 5 tháng 8, 1903 (30 tuổi)   | 2       | Ajax                     |
| -  | TV | Puck van Heel (c)    | 21 tháng 1, 1904 (30 tuổi)  | 41      | Feijenoord               |
| -  | TM | Adri van Male        | 7 tháng 10, 1910 (23 tuổi)  | 4       | Feijenoord               |
| -  | TĐ | Joop van Nellen      | 15 tháng 3, 1910 (24 tuổi)  | 17      | DHC                      |
| -  | HV | Sjef van Run         | 12 tháng 7, 1904 (29 tuổi)  | 19      | PSV                      |
| -  | TĐ | Leen Vente           | 14 tháng 5, 1911 (23 tuổi)  | 5       | Neptunus Rotterdam       |
| -  | TĐ | Manus Vrauwdeunt     | 29 tháng 4, 1915 (19 tuổi)  | 0       | Feijenoord               |
| -  | HV | Mauk Weber           | 1 tháng 3, 1914 (20 tuổi)   | 14      | ADO Den Haag             |
| -  | TĐ | Frank Wels           | 21 tháng 2, 1909 (25 tuổi)  | 14      | Unitas Gorinchem         |

## România
Huấn luyện viên trưởng: Josef Uridil và Costel Rădulescu
The Romanian Football Federation had nominated Zoltán Beke in case Bindea did not recover in time from injury, but this contravened FIFA regulations and so Beke, who travelled with the team to Italy, was not eligible to play.
Although registered to the official list, Konrard, Bürger, Juhász, Weichelt, Baratky, Klimek and Schwartz remained on standby in Romania.
| Số | Vt | Cầu thủ          | Ngày sinh (tuổi)                  | Số trận | Câu lạc bộ         |
| -- | -- | ---------------- | --------------------------------- | ------- | ------------------ |
| -  | HV | Gheorghe Albu    | 12 tháng 9, 1909 (24 tuổi)        | 20      | Venus București    |
| -  | TĐ | Iuliu Baratky    | 14 tháng 5, 1910 (24 tuổi)        | 1       | Crișana Oradea     |
| -  | TĐ | Silviu Bindea    | 24 tháng 10, 1912 (21 tuổi)       | 8       | Ripensia Timișoara |
| -  | TĐ | Iuliu Bodola     | 26 tháng 2, 1912 (22 tuổi)        | 20      | CAO Oradea         |
| -  | HV | Rudolf Bürger    | 31 tháng 10, 1908 (25 tuổi)       | 14      | Ripensia Timișoara |
| -  | TĐ | Gheorghe Ciolac  | 10 tháng 8, 1908 (25 tuổi)        | 14      | Ripensia București |
| -  | HV | Alexandru Cuedan | 26 tháng 9, 1910 (23 tuổi)        | 0       | Rapid București    |
| -  | TV | Vasile Deheleanu | 12 tháng 8, 1910 (23 tuổi)        | 1       | Ripensia București |
| -  | TĐ | Ștefan Dobay     | 26 tháng 9, 1909 (24 tuổi)        | 12      | Ripensia Timișoara |
| -  | TV | Gusztáv Juhász   | 19 tháng 12, 1911 (22 tuổi)       | 0       | Juventus București |
| -  | TĐ | István Klimek    | 15 tháng 4, 1913 (21 tuổi)        | 0       | ILSA Timișoara     |
| -  | TV | Rudolf Kotormány | 23 tháng 1, 1911 (23 tuổi)        | 6       | Ripensia Timișoara |
| -  | TM | Stanislau Konrad |                                   | 0       | CA Timișoara       |
| -  | TĐ | Nicolae Kovács   | 29 tháng 12, 1911 (22 tuổi)       | 19      | CAO Oradea         |
| -  | TV | József Moravetz  | 14 tháng 1, 1911 (23 tuổi)        | 8       | RGM Timișoara      |
| -  | TM | Adalbert Püllöck | 6 tháng 4, 1907 (27 tuổi)         | 5       | Crișana Oradea     |
| -  | TĐ | Sándor Schwartz  | 18 tháng 1, 1909 (25 tuổi)        | 4       | Ripensia Timișoara |
| -  | TĐ | Grațian Sepi     | 30 tháng 12, 1910 (23 tuổi)       | 18      | Universitatea Cluj |
| -  | HV | Lazăr Sfera      | 29 tháng 4, 1909 (25 tuổi)        | 2       | Venus București    |
| -  | HV | Emerich Vogl (c) | 12 tháng 8, 1905 (28 tuổi)        | 27      | Juventus București |
| -  | TV | Károly Weichelt  | ngày 2 tháng 3 năm 1906 (aged 28) | 1       | CAO Oradea         |
| -  | TM | Vilmos Zombori   | 11 tháng 1, 1906 (28 tuổi)        | 3       | Ripensia Timișoara |

## Tây Ban Nha
Huấn luyện viên trưởng: Amadeo García
Although registered to the official list, Hilario and Sabater remained on standby in Spain.
| Số | Vt | Cầu thủ             | Ngày sinh (tuổi)            | Số trận | Câu lạc bộ          |
| -- | -- | ------------------- | --------------------------- | ------- | ------------------- |
| -  | TV | Crisant Bosch       | 26 tháng 12, 1907 (26 tuổi) | 7       | Espanyol            |
| -  | TĐ | Campanal I          | 9 tháng 2, 1912 (22 tuổi)   | 0       | Sevilla             |
| -  | TĐ | Chacho              | 14 tháng 4, 1911 (23 tuổi)  | 2       | Deportivo La Coruña |
| -  | TV | Leonardo Cilaurren  | 5 tháng 11, 1912 (21 tuổi)  | 8       | Athletic Bilbao     |
| -  | HV | Ciriaco             | 8 tháng 8, 1904 (29 tuổi)   | 11      | Real Madrid         |
| -  | TV | Fede                | 14 tháng 10, 1912 (21 tuổi) | 2       | Sevilla             |
| -  | TĐ | Guillermo Gorostiza | 15 tháng 2, 1909 (25 tuổi)  | 9       | Athletic Bilbao     |
| -  | TV | Hilario             | 8 tháng 12, 1905 (28 tuổi)  | 1       | Real Madrid         |
| -  | TĐ | José Iraragorri     | 16 tháng 3, 1912 (22 tuổi)  | 1       | Athletic Bilbao     |
| -  | TĐ | Lafuente            | 31 tháng 12, 1907 (26 tuổi) | 5       | Athletic Bilbao     |
| -  | TĐ | Isidro Lángara      | 25 tháng 5, 1912 (22 tuổi)  | 3       | Real Oviedo         |
| -  | TV | Simón Lecue         | 11 tháng 2, 1912 (22 tuổi)  | 0       | Real Betis          |
| -  | TV | Martín Marculeta    | 24 tháng 9, 1907 (26 tuổi)  | 13      | Real Sociedad       |
| -  | TĐ | Luis Marín Sabater  | 4 tháng 9, 1906 (27 tuổi)   | 0       | Atlético Madrid     |
| -  | TV | José Muguerza       | 15 tháng 9, 1911 (22 tuổi)  | 1       | Athletic Bilbao     |
| -  | TM | Juan José Nogués    | 28 tháng 3, 1909 (25 tuổi)  | 0       | Barcelona           |
| -  | HV | Jacinto Quincoces   | 17 tháng 7, 1905 (28 tuổi)  | 19      | Real Madrid         |
| -  | TĐ | Luis Regueiro       | 1 tháng 7, 1908 (25 tuổi)   | 16      | Real Madrid         |
| -  | TV | Pedro Solé          | 7 tháng 5, 1905 (29 tuổi)   | 3       | Espanyol            |
| -  | TV | Martí Ventolrà      | 16 tháng 12, 1906 (27 tuổi) | 5       | Barcelona           |
| -  | HV | Ramón Zabalo        | 10 tháng 6, 1910 (23 tuổi)  | 5       | Barcelona           |
| -  | TM | Ricardo Zamora (c)  | 21 tháng 1, 1901 (33 tuổi)  | 42      | Real Madrid         |

## Thụy Điển
Huấn luyện viên trưởng:  József Nagy
Although registered to the official list, Hult, Jansson, Bunke, Holmberg and Lundhal remained on standby in Sweden.
| Số | Vt | Cầu thủ            | Ngày sinh (tuổi)            | Số trận | Câu lạc bộ      |
| -- | -- | ------------------ | --------------------------- | ------- | --------------- |
|    | TV | Ernst Andersson    | 26 tháng 3, 1909 (25 tuổi)  | 11      | IFK Göteborg    |
|    | HV | Otto Andersson     | 7 tháng 5, 1910 (24 tuổi)   | 9       | Örgryte IS      |
|    | HV | Sven Andersson     | 14 tháng 2, 1907 (27 tuổi)  | 15      | AIK             |
|    | HV | Nils Axelsson      | 18 tháng 1, 1906 (28 tuổi)  | 7       | Hälsingborgs IF |
|    | TĐ | Lennart Bunke      | 3 tháng 4, 1912 (22 tuổi)   | 5       | Hälsingborgs IF |
|    | TV | Rune Carlsson      | 1 tháng 10, 1909 (24 tuổi)  | 5       | IFK Eskilstuna  |
|    | TV | Victor Carlund     | 5 tháng 2, 1906 (28 tuổi)   | 6       | Örgryte IS      |
|    | TĐ | Gösta Dunker       | 16 tháng 9, 1905 (28 tuổi)  | 13      | Sandvikens IF   |
|    | TĐ | Ragnar Gustavsson  | 28 tháng 9, 1907 (26 tuổi)  | 6       | GAIS            |
|    | TĐ | Carl-Erik Holmberg | 17 tháng 7, 1906 (27 tuổi)  | 8       | Örgryte IS      |
|    | TM | Sture Hult         | 19 tháng 10, 1910 (23 tuổi) | 5       | IFK Eskilstuna  |
|    | TĐ | Gunnar Jansson     | 9 tháng 7, 1909 (24 tuổi)   | 1       | Gefle IF        |
|    | TĐ | Sven Jonasson      | 9 tháng 7, 1909 (24 tuổi)   | 2       | IF Elfsborg     |
|    | TĐ | Tore Keller        | 4 tháng 1, 1905 (29 tuổi)   | 18      | IK Sleipner     |
|    | TĐ | Knut Kroon         | 19 tháng 6, 1906 (27 tuổi)  | 31      | Hälsingborgs IF |
|    | TĐ | Harry Lundahl      | 16 tháng 10, 1905 (28 tuổi) | 14      | IFK Eskilstuna  |
|    | TĐ | Gunnar Olsson      | 19 tháng 7, 1908 (25 tuổi)  | 6       | GAIS            |
|    | TM | Anders Rydberg     | 3 tháng 3, 1903 (31 tuổi)   | 18      | IFK Göteborg    |
|    | TV | Nils Rosén (c)     | 22 tháng 5, 1902 (32 tuổi)  | 20      | Hälsingborgs IF |
|    | TĐ | Arvid Thörn        | 29 tháng 10, 1906 (27 tuổi) | 2       | IFK Grängesberg |
|    | TM | Eivar Widlund      | 15 tháng 6, 1905 (28 tuổi)  | 5       | AIK             |

## Thụy Sĩ
Huấn luyện viên trưởng: Heinrich Müller
Although registered to the official list, Huber, Gobet, Loichot and Hochsträsser remained on standby in Switzerland.
| Số | Vt | Cầu thủ              | Ngày sinh (tuổi)            | Số trận | Câu lạc bộ       |
| -- | -- | -------------------- | --------------------------- | ------- | ---------------- |
| -  | TĐ | André Abegglen       | 7 tháng 3, 1909 (25 tuổi)   | 29      | Grasshopper      |
| -  | TM | Renato Bizzozero     | 7 tháng 9, 1912 (21 tuổi)   | 0       | Lugano           |
| -  | TĐ | Joseph Bossi         | 29 tháng 8, 1911 (22 tuổi)  | 3       | Bern             |
| -  | TĐ | Albert Büche         | 1911                        | 5       | Nordstern Basel  |
| -  | TĐ | Otto Bühler          |                             |         | Grasshopper      |
| -  | TV | Ernst Frick          |                             | 0       | Luzern           |
| -  | HV | Louis Gobet          | 28 tháng 10, 1908 (25 tuổi) | 1       | Bern             |
| -  | TV | Albert Guinchard     | 10 tháng 11, 1914 (19 tuổi) | 2       | Servette         |
| -  | TĐ | Erwin Hochsträsser   |                             | 2       | Lausanne-Sport   |
| -  | TM | Willy Huber          | 17 tháng 12, 1913 (20 tuổi) | 2       | Grasshopper      |
| -  | TV | Ernst Hufschmid      | 4 tháng 2, 1913 (21 tuổi)   | 6       | Basel            |
| -  | TV | Fernand Jaccard      | 8 tháng 10, 1907 (26 tuổi)  | 0       | La Tour-de-Peilz |
| -  | TĐ | Alfred Jäck          | 2 tháng 8, 1911 (22 tuổi)   | 16      | Basel            |
| -  | TĐ | Willy Jäggi          | 28 tháng 7, 1906 (27 tuổi)  | 14      | Lausanne-Sport   |
| -  | TĐ | Leopold Kielholz     | 9 tháng 6, 1911 (22 tuổi)   | 4       | Servette         |
| -  | TV | Edmond Loichot       |                             | 4       | Servette         |
| -  | HV | Severino Minelli (c) | 6 tháng 9, 1909 (24 tuổi)   | 27      | Grasshopper      |
| -  | HV | Arnaldo Ortelli      | 5 tháng 8, 1913 (20 tuổi)   | 0       | Lugano           |
| -  | TĐ | Raymond Passello     | 12 tháng 1, 1905 (29 tuổi)  | 17      | Servette         |
| -  | TM | Frank Séchehaye      | 3 tháng 11, 1907 (26 tuổi)  | 31      | Servette         |
| -  | TĐ | Willy von Känel      | 30 tháng 10, 1909 (24 tuổi) | 15      | Bienne-Biel      |
| -  | HV | Walter Weiler        | 4 tháng 12, 1903 (30 tuổi)  | 7       | Grasshopper      |

## Hoa Kỳ
Huấn luyện viên trưởng: David Gould
| Số | Vt | Cầu thủ              | Ngày sinh (tuổi)            | Số trận | Câu lạc bộ                    |
| -- | -- | -------------------- | --------------------------- | ------- | ----------------------------- |
| -  | TV | Tom Amrhein          | 1911                        | 0       | Baltimore Canton              |
| -  | HV | Ed Czerkiewicz       | 8 tháng 7, 1912 (21 tuổi)   | 1       | Pawtucket Rangers             |
| -  | TĐ | Walter Dick          | 20 tháng 9, 1905 (28 tuổi)  | 0       | Pawtucket Rangers             |
| -  | TĐ | Aldo Donelli         | 22 tháng 7, 1907 (26 tuổi)  | 1       | Pittsburgh Curry Silver Tops  |
| -  | TV | Bill Fiedler         | 1910                        | 0       | Philadelphia German-Americans |
| -  | TV | Tom Florie           | 6 tháng 9, 1897 (36 tuổi)   | 7       | Pawtucket Rangers             |
| -  | TV | Jimmy Gallagher      | 7 tháng 6, 1901 (32 tuổi)   | 7       | Cleveland Slavia              |
| -  | TV | Billy Gonsalves      | 10 tháng 8, 1908 (25 tuổi)  | 5       | St. Louis Stix, Baer & Fuller |
| -  | HV | Al Harker            | 11 tháng 4, 1910 (24 tuổi)  | 0       | Philadelphia German-Americans |
| -  | TM | Julius Hjulian       | 15 tháng 3, 1903 (31 tuổi)  | 1       | Chicago Wonderbolts           |
| -  | TV | William Lehman       | 20 tháng 12, 1901 (32 tuổi) | 1       | St. Louis Stix, Baer & Fuller |
| -  | TV | Tom Lynch            |                             | 0       | Brooklyn Celtic               |
| -  | HV | Joe Martinelli       | 1916                        | 0       | Pawtucket Rangers             |
| -  | TĐ | Willie McLean        | 1904                        | 1       | St. Louis Stix, Baer & Fuller |
| -  | HV | George Moorhouse (c) | 4 tháng 5, 1901 (33 tuổi)   | 6       | New York Americans            |
| -  | TĐ | Werner Nilsen        | 24 tháng 2, 1904 (30 tuổi)  | 1       | St. Louis Stix, Baer & Fuller |
| -  | TV | Peter Pietras        | 21 tháng 4, 1908 (26 tuổi)  | 1       | Philadelphia German-Americans |
| -  | HV | Herman Rapp          | 1907                        | 0       | Philadelphia German-Americans |
| -  | TĐ | Francis Ryan         | 10 tháng 1, 1908 (26 tuổi)  | 2       | Philadelphia German-Americans |